# Зграда Јужноморавске банке у Нишу
Зграда Јужноморавске банке у Нишу налази на адреси Обилићев венац број 18 у Нишу, на територији општине Медијана. Настала је 1920. године за потребе Нишког кредитног завода. У својој богатој историји, имала је неколико намена, а најдуже је била под управом Јужноморавске банке, те је и назив остао из тог времена, иако банке више нема.

## Изглед
Споља, ова грађевина одише необарокним стилом, не тако типичним за Ниш. На фасади су уочљиви елементи неокласичне декорације, а средишњим делом доминира кула са сатом.
Гледајући зграду анфас, примећује се да је ризалит истакнут улазним порталом и балконом. Све ово допуњују и украси на прозорским оквирима и испупчен троугласти тимпанон. Са обе стране тимпанона зграда се дели на два симетрична дела.

## Историја
Прву адаптацију, 1934. године извршио је нишки архитекта Драгољуб Милићевић. Тако освежена зграда променила је и свој план након 1935. године. У приземљу су пуштена у промет два локала, а на спрату су направљена два стана. Овај концепт објекта  се задржао све до 1979. године, када зграду ревитализује Нишки завод за заштиту споменика културе. Архитекта која је редила на пројекту је била Даница Јанић. Након овог пројекта, зграда постаје део Нишекспорт банке. У регистар непокретног културног добра уписана је 1983. године.

## Зграда данас
Данас се у згради Јужноморавске банке налази хотел. При последњем реновирању од пре пар година, сачуван је већи део оригиналног ентеријера и екстеријера. Сачувано је раскошно главно степениште, са украсним скулптурама. Као део туристичке понуде, улаз је дозвољен у већи део зграде. 